# Vittorio Matteo Corcos
Vittorio Matteo Corcos (4. října 1859, Livorno – 8. listopadu 1933, Florencie) byl italský malíř, známý hlavně jako portrétista.

## Biografie

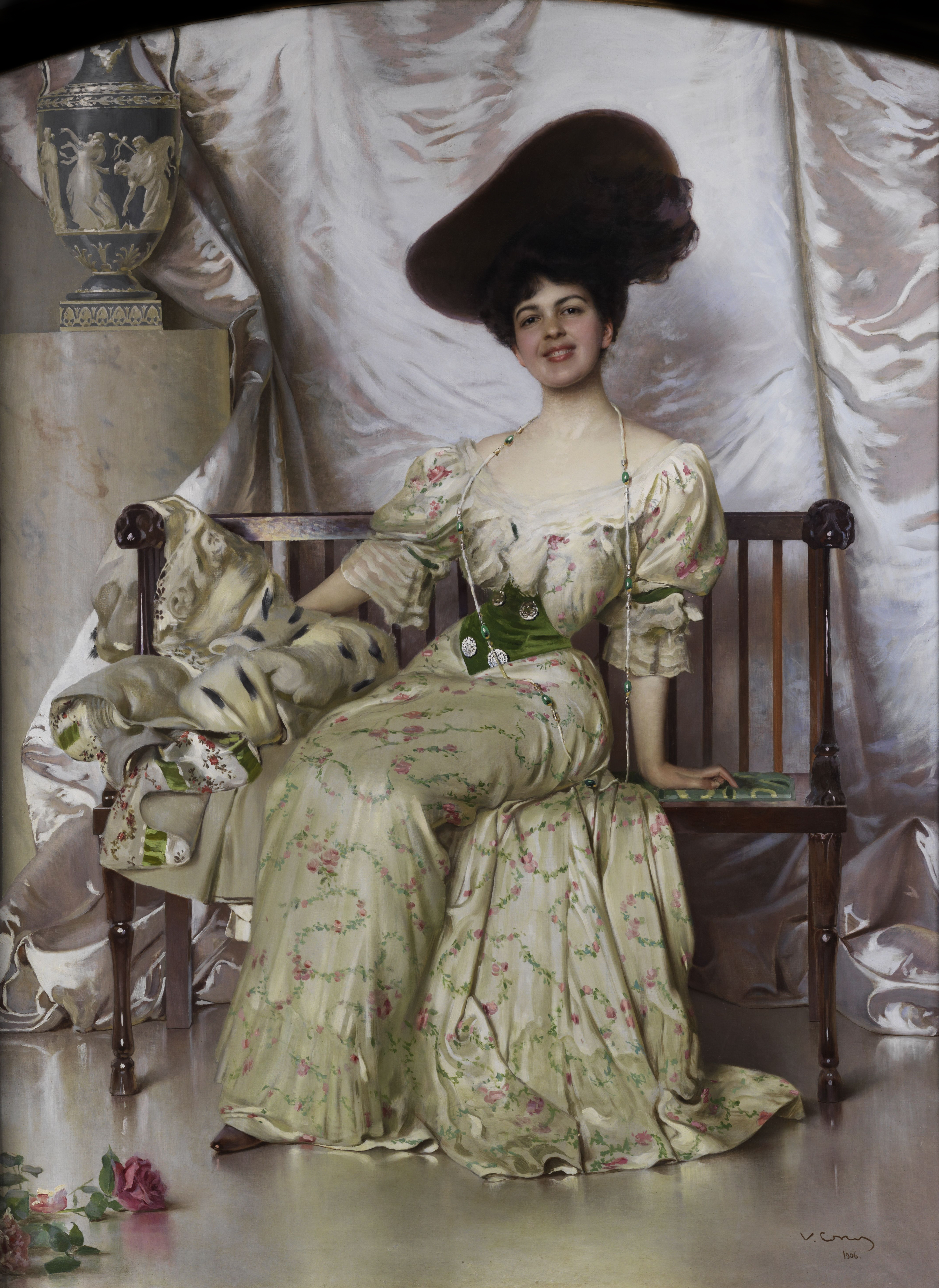
Vittorio Matteo Corcos: Portrét komtesy Volpiové (1906)

Corcos navštěvoval výtvarnou akademii Accademia delle Belle Arti ve Florencii, pak v letech 1878 a 1879 studoval v Neapoli, kde jeho malířský styl ovlivnil Domenico Morelli. V roce 1880 se přestěhoval do Paříže, kde podepsal smlouvu o spolupráci na patnáct let s firmou Goupil & Cie, obchodující s uměním. Pro tuto firmu pracoval i Vincent van Gogh, s nímž se tak seznámil. Dále Corcose ovlivnil portrétista Léon Bonnat, francouzští impresionisté i Giovanni Boldini a Giuseppe de Nittis, kteří byli italského původu.
Brzy byl Corcos tak dobře znám, že jeho obrazy visely na pařížském Salonu v letech 1881, 1882 a 1885. Roku 1886 se vrátil zpět do Itálie a ve stejném roce se zúčastnil výstavy v Livornu, kde vystavovali i členové skupiny Macchiaioli a další regionální umělecké školy. V roce 1887 konvertoval ke katolické víře - Corcos byl židovského původu - a jeho manželkou se stala vdova Emma Ciabattiová, jež ho uvedla do literárních kruhů, kde se potkal například Carducciho a D'Annunzia.
Corcos si vydobyl skvělou pověst v nejvyšších kruzích, takže získal např. objednávku na portréty německého císaře Viléma II. a jeho manželky, portugalské královny Amélie Orleánské či italské královny Markéty Savojské. V roce 1913 jeho autoportrét koupila galerie Uffizi ve Florencii.